# Nellie Jane DeWitt

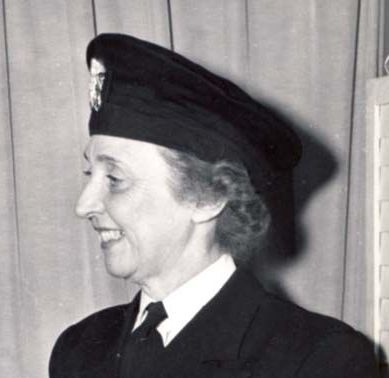
Nellie Jane DeWitt

Nellie Jane DeWitt (* 16. Juli 1895 in Susquehanna, Pennsylvania; † 22. März 1978 in McLean, Virginia) war Krankenschwester und letzte Superintendent bzw. nach der Umbenennung erste Direktorin des US Navy Nurse Corps.
Nellie Jane DeWitt wuchs als Tochter von Peter und Ella C. DeWitt  auf einer Farm in Jackson, Pennsylvania auf. Nach der High School graduierte sie an der Stamford Hospital School of Nursing in Stamford als Krankenschwester. Am 26. Oktober 1918 trat DeWitt in die Navy ein. Es folgten verschiedene Stationen, wie das Naval Hospital, Charleston, South Carolina und Guantanamo Bay auf Kuba.
Im April 1934 wurde DeWitt zur Chief Nurse ernannt und wurde als selbige im Naval Hospital, Aiea Heights auf Hawaii eingesetzt. Im April 1949 wurde DeWitt zur Superintendent des Navy Nurse Corps ernannt und nach der Neustrukturierung des Navy Nurse Corps, in dem alle Nurse Officer auch Navy Officer wurden, wurde sie, mittlerweile Captain, zur Direktorin des US Navy Nurse Corps.
Am 1. Mai 1950 wurde DeWitt in den Ruhestand versetzt. Sie am 22. März 1978 im Alter von 82 Jahren in McLean, Virginia, und wurde in der Krankenschwesternabteilung des Nationalfriedhof Arlington beigesetzt.